# شحير (غيل باوزير)
|{{ غيل باوزير!}}المسؤول الأعلى =
{{ غيل باوزير!}}اسم المسؤول =
}}{{ غيل باوزير#لو:
|{{ غيل باوزير!}}المسؤول الثاني     =
{{ غيل باوزير!}}اسم المسؤول الثاني=
}}{{ غيل باوزير#لو:
|{{ غيل باوزير!}}المسؤول الثالث     =
{{ غيل باوزير!}}اسم المسؤول الثالث =
}}
{{ غيل باوزير#لو:|
{{ غيل باوزير!}}نوع المنطقة     =
|{{ غيل باوزير!}}ملاحظات     =
{{ غيل باوزير#لو:
|*}}
{{ غيل باوزير#لو:
|*}}
{{ غيل باوزير#لو:
|*}}
{{ غيل باوزير#لو:
|*}}

تعديل مصدري - تعديل

شحير هي إحدى قرى غيل باوزير بمديرية غيل باوزير التابعة لمحافظة حضرموت، بلغ تعداد سكانها9512 نسمة حسب تعداد اليمن لعام 2004.